# Billaea giacomeli
Billaea giacomeli là một loài ruồi trong họ Tachinidae.